# 허명행
허명행(許明行, 1979년~)은 대한민국의 영화 감독이다.

## 작품 목록
- 《황야》(2023)
- 《범죄도시4》(2024) (첫 천만영화)

## 수상 내역
- 2008년 제7회 대한민국 영화대상 시각효과상 - 《좋은 놈, 나쁜 놈, 이상한 놈》
- 2022년 제43회 청룡영화상 기술상 - 《범죄도시2》
- 2024년 제11회 서울국제영화대상 신인감독상